# فرانتس یلینک
فرانتس یلینک (انگلیسی: Franz Jelinek; ۱۹ ژوئیهٔ ۱۹۲۲ – ۲۰ مهٔ ۱۹۴۴) بازیکن فوتبال اهل رایش آلمان بود.
وی همچنین در تیم ملی فوتبال آلمان بازی کرده‌است.